# Хехуело-дель-Барро
Хехуело-дель-Барро (ісп. Gejuelo del Barro) — муніципалітет в Іспанії, у складі автономної спільноти Кастилія-і-Леон, у провінції Саламанка. Населення — 44 особи (2010).
Муніципалітет розташований на відстані близько 220 км на захід від Мадрида, 40 км на захід від Саламанки.
На території муніципалітету розташовані такі населені пункти: (дані про населення за 2010 рік)
- Баньйос-де-Кальсаділья-дель-Кампо: 0 осіб
- Кальсаділья-дель-Кампо: 0 осіб
- Хехуело-дель-Барро: 37 осіб
- Ла-Уерфана: 0 осіб
- Муельєдес: 1 особа
- Вальрубіо: 6 осіб

## Демографія
Динаміка населення (INE ):

## Зовнішні посилання
- Провінційна рада Саламанки: індекс муніципалітетів
- Посилання на Google Maps